# Procambridgea otwayensis
Procambridgea otwayensis är en spindelart som beskrevs av Davies 200. Procambridgea otwayensis ingår i släktet Procambridgea och familjen Stiphidiidae.
Artens utbredningsområde är Victoria, Australien. Inga underarter finns listade i Catalogue of Life.